# لیزا مارتین (دونده)
لیزا مارتین (انگلیسی: Lisa Martin؛ زادهٔ ۱۲ مهٔ ۱۹۶۰) ورزشکار دو و میدانی اهل استرالیا است.
وی در مسابقات کشوری و بین‌المللی در مجموع برندهٔ ۱ مدال طلا شده‌است.